# Nothophryne broadleyi
Nothophryne broadleyi là một loài ếch thuộc họ Petropedetidae. Nó là đại diện duy nhất của chi Nothophryne. Loài này có ở Malawi và Mozambique.
Môi trường sống tự nhiên của chúng là vùng núi ẩm nhiệt đới hoặc cận nhiệt đới, đồng cỏ nhiệt đới hoặc cận nhiệt đới vùng đất cao, và vùng nhiều đá. Chúng hiện đang bị đe dọa hoặc tuyệt chủng vì mất môi trường sống.